# آرتورو كاسترو (ممثل غواتيمالي)
آرتورو كاسترو (مواليد 26 نوفمبر 1985) هو ممثل غواتيمالي، عرف لدوره في مسلسل مدينة واسعة وناركوس.

## روابط خارجية
- آرتورو كاسترو على موقع IMDb (الإنجليزية)
- آرتورو كاسترو على موقع ميتاكريتيك (الإنجليزية)
- آرتورو كاسترو على موقع روتن توميتوز (الإنجليزية)
- آرتورو كاسترو على موقع قاعدة بيانات الفيلم (الإنجليزية)